# Ștefan Alexandru Olariu
Ștefan Alexandru Olariu (n. 13 aprilie 1937, Deva – d. 16 noiembrie 1996, București) a fost un fizician român, specialist în domeniul energiei nucleare.
Absolvent  al Facultății de Matematică și Fizică, secția Fizică a Universității din Cluj promoția 1958, doctor în științe fizice (1968), a fost cercetător științific și secretar științific al Institutului de Fizică Atomică (secția Cluj) în perioada 1958-1969, profesor asociat al Universității din Cluj, Catedra de fizică teoretică până în 1968, iar după 1972 conducător științific de doctorate în cadrul Institutului de Fizică Atomică, specialitatea Fizică tehnică, Tehnologii nucleare, autorul a zeci de lucruri științifice în domeniul separǎrii izotopice și apei grele .
În 1969 a fost transferat la Comitetul de Stat pentru Energie Nucleară unde a participat direct la elaborarea programului național de energetică nucleară și a proiectelor legislative ce au reglementat desfășurarea activităților nucleare în România. În calitate de inspector de stat Șef, conducător al I.S.C.A.N.C.N, a contribuit la respingerea achiziționării de către România a centralelor nuclearo-electrice rusești de tip VVR 440 și alegerea filierei CANDU.
Din 6 ianuarie 1990 a fost primul președinte al Comisiei Naționale pentru Controlul Activităților Nucleare cu rangul de ministru secretar de stat și membru al guvernului.Ca președinte al C.N.C.A.N. a participat la Conferința Generală a Agenției Internaționale pentru Energie Atomică, Consiliul Guvernatorilor și alte organisme internaționale în domeniul nuclear, ca Grupul Furnizorilor Nucleari, Nuclear CANDU Regulations, etc. Din 1992 a lucrat la A.I.E.A. din Viena în calitate de consultant extern pentru elaborarea de programe și de cerințe de securitate nucleară.